# 득쫑현
득쫑현(베트남어: Huyện Đức Trọng / 縣德重)은 베트남 중부 고원 지방 럼동성의 농촌 지역이다. 2003년 현재 이 지역의 인구는 161,232명이며, 면적은 902km2이다. 현도는 리엔응이어에 있다.

## 지리
득쫑현은 럼동성의 중심에 위치해 있다. 현도는 리엔응이어 시진에 있으며, 달랏에서 남쪽으로 30km 떨어진 거리에 있다. 득쭝은 중부 고원 지방 남쪽의 산악 지방인 럼동성의 한가운데에 있으며 해발 600-1000m의 고도이다. 이 지역의 면적은 90,180 헥타르로 럼동성의 자연 면적의 9.23%를 차지한다.
전체 인구는 171,330명으로 럼동성 전체 인구의 14%를 차지한다. 평균 인구 밀도는 182 명/km2이며, 럼동성의 12개 지역 단위 행정 단위 중 3위를 차지하고 있다.
럼비엔고원과 지린고원 사이에 땅이 인접해 있어 높은 산과 강, 계곡을 이루는 경사로 지형이 지배적입니다. 득쭝의 다양한 기능과 재미있는 풍경을 만들어 리엔크엉, 고우가, 퐁오우르와 같은 유명한 폭포를 형성하여 관광객들에게 매우 매력적인 곳이다. 남선호도 관광과 문화, 레포츠를 즐길 수 있는 곳으로 탈바꿈할 계획이다.

### 기후
득쫑 지역은 위도상 열대 몬순 기후 지역에 위치하고 있지만, 900m 이상의 높은 지형으로 인해 기후는 다음과 같은 기본 특성을 가진 독특한 특징을 가지고 있다.
평균 기온은 낮고 온화하며 낮과 밤 사이의 온도차가 크다. 태양은 맑고 공기 습도는 낮으며, 아열대 나무군과 품질이 좋은 많은 온대 작물의 잠재적 수확에 적합하다
우기, 특히 8월에 비가 매우 조화를 이루며 강우량이 단기간 감소하고 있으므로, 여름, 가을 작물을 수확하는 데 매우 편리하다. 건기는 12월부터 4월까지 지속되지만, 바오록시보다 길지만, 수분 불균형의 정도는 심각하지 않으며 관수의 양은 던즈엉현, 부온마투옷과 기타 동쪽의 지역보다 낮다.

## 행정 구역
득쫑현은 1개의 시진(市鎭)과 13개의 사(社)로 세분화된다.

### 시진
- 리엔응이어 시진 (Thị trấn Liên Nghĩa, 連義)

### 사
- 히엡타인 사 (Xã Hiệp Thạnh, 協盛)
- 히엡안 사 (Xã Hiệp An, 協安)
- 리엔히엡 사 (Xã Liên Hiệp, 連協)
- 빈타인 사 (Bình Thạnh, 平盛)
- 느톨하 사 (Xã N'Thol Hạ)
- 떤호아이 사 (Xã Tân Hội, 新會)
- 떤타인 사 (Xã Tân Thành, 新城)
- 푸호아이 사 (Xã Phú Hội, 富會)
- 닌자 사 (Xã Ninh Gia, 寧義)
- 따히네 사 (Xã Tà Hine)
- 닌로안 사 (Xã Ninh Loan, 寧灣)
- 달로안 사 (Xã Đà Loan, 沱灣)
- 따낭 사 (Xã Tà Năng, 耶能)

## 관광
칠층 폭포(Thác Bảy Tầng) 또는 남부 제일 폭포(Nam thiên đệ nhất thác)로 잘 알려진 퐁고우어 폭포(Pongour Waterfall)는 득쫑의 매력적인 관광지이다.

## 교통

### 공항
리엔크엉 국제공항은 달랏을 외부 세계와 연결하는 관문이며, 득쫑현에 위치해 있다.

### 도로
20번 국도(달랏-호찌민) 및 27번 국도(달랏-반메투옷)가 이 구역을 통과한다. 또한 달랏과 중부 해안 지방을 연결하는 2개의 고속도로가 있다.